# The Shape of Things to Come
The Shape of Things to Come é um romance de H. G. Wells lançado originalmente em 1933.

## Enredo
The Shape of Things to Come é uma obra de ficção científica de H. G. Wells, publicado em 1933, que especula eventos futuros de 1933 até o ano de 2106. O livro retrata a crença de Wells num estado mundial como a solução para os problemas da humanidade.
A obra não se trata de um Romance,  mas sim de um livro de história fictício ou crónica, num estilo semelhante a Star Maker e Last and First Men, ambos escritos por Olaf Stapledon.

## Inovações Previstas no Filme
A ficção científica contida em Things To Come previu várias inovações tecnológicas que eram impossíveis de serem construídas em 1936.
- Helicóptero: as cenas finais mostram pela primeira vez o uso do helicóptero para transporte civil, embora ainda estivesse em estudos na época. 
- TV HD: há uma cena na qual um avô liga um aparelho de TV HD de tela plana e assiste com sua netinha um documentário sobre a era anterior a Everytown.
- Tela de LCD: há um aparelho de comunicação na mesa de Oswald que é filmado por trás, mostrando ser de tela plana do tipo LCD. Noutra cena, aparece um casal assistindo por uma tela plana de LCD o discurso do líder dissidente.
- Projeção holográfica: uma das imagens mostra uma projeção holográfica do líder dissidente, enquanto ele incita a multidão a destruir a nave espacial.
- Celular de pulso: outra cena mostra Oswald conversando com outro cidadão usando um celular de pulso. 